# 张卫
张卫（2世纪—3世纪），字公则，中国东汉末年政治人物、天師道人物，割据汉中的军阀镇民中郎将领汉宁太守张鲁之弟。

## 生平
建安二十年（215年），丞相曹操征张鲁，七月，到阳平关，张鲁派五官掾前去举汉中投降，张卫不肯，和部将杨昂率众数万守关，横山筑城十馀里。曹操本来听信凉州从事和武都降人的话，以为张鲁易攻，但与张卫对峙三日，却不能攻下阳平山上诸屯，士卒多伤亡，粮食也将尽，于是决意退军，派大将军夏侯惇、将军许褚召回攻山的军队。但是曹操前军在夜间迷了路，误入了张卫的大营，当夜又有数千野麋踩坏张卫大营，于是张卫军退散。侍中辛毗、刘晔等在后，将此情报知夏侯惇、许褚，二将不信。夏侯惇亲自看到后，才告诉曹操，刘晔也建议曹操回攻，于是曹操派解𢢼、高祚等回击，斩将杨任，误遇张卫军，高祚等多鸣鼓角，张卫害怕，以为曹操大军到了，于是遁走（一作投降，或被曹操军斩杀）。张鲁奔巴中，投降曹操。
张卫后为昭义将军，又弃官学道，传说白日飞升成仙。

## 民間藝術
在历史小说《三国演义》中，左将军刘备攻打益州牧刘璋时，张鲁与张卫商议，决定出兵帮助刘璋，并派之前投奔自己的偏将军马超前去，后来张鲁却中了刘备的离间计，派张卫兵分七路守关不让马超回军，最终促成马超投降刘备。曹操攻打阳平关时，杨昂、杨任中计战败，张卫闻讯便弃关而走。后曹操攻汉中，张卫建议张鲁焚烧仓廪府库，再奔巴中，张鲁虽然出奔巴中，但没有焚烧仓库，只是封锁。张卫与张鲁同奔巴中，曹操又劝张鲁投降，张鲁想投降，张卫不肯。曹操亲征巴中，张鲁派张卫领兵出战许褚，张卫被许褚斩于马下。